# Луховцево
Луховцево — деревня в Кадыйском районе Костромской области. Входит в состав Завражного сельского поселения.

## География
Находится в юго-восточной части Костромской области на расстоянии приблизительно 36 км на юг по прямой от районного центра поселка Кадый на правом берегу Нёмды в пределах акватории Горьковского водохранилища.

## История
Известна была с 1872 года, когда здесь было учтено 17 дворов, в 1907 году отмечено было 43 двора.

## Население
Постоянное население составляло 171 человек (1872 год), 167 (1897), 259 (1907), 5 в 2002 году (русские 100 %), 4 в 2022.